# Кореванова, Агриппина Гавриловна
Агриппина Гавриловна Кореванова (23 июня (5 июля) 1869 — 28 февраля 1937) — уральская крестьянка и работница, русский советский писатель.
Всю жизнь работала на фабриках, на выгрузке барж, прачкой, посудомойкой, сиделкой в роддоме. Напечатанные в свердловском журнале «Штурм» в 1933 году воспоминания 60-летней женщины заинтересовали Максима Горького, она была приглашена делегатом на I-й Съезд советских писателей, принята в Союз писателей СССР, и в 1936 году вышла её книга — автобиографическая повесть «Моя жизнь».

## Биография
Родилась 23 июня (5 июля) 1869 года в посёлке Ревдинском заводе Екатеринбургского уезда Пермской губернии в семье рабочего, была двенадцатым членом семьи.
Грамоте её учил отец по старославянской азбуке, только год училась в народной школе.
Рано потеряла родителей, воспитывалась бабушкой, которая оказала большое влияние на формирование характера девочки: её дед, кучеклад, был расстрелян в Ревдинский бунт 1841 года, и бабушка, которая это видела, с тех пор «не верила в бога, царя, не любила попов, богачей и чиновников. В церковь не ходила и дома не молилась».
В 1891 году, в семнадцать лет, была насильно выдана замуж за крестьянина А. Е. Кореванова, оставила воспоминания о домашнем насилии и тяжёлой жизни в доме.
В 1902 году, после смерти мужа, работала в Екатеринбурге — на фабрике Макарова в сортировочном цехе, на спичечной фабрике Логинова, на выгрузке барж и пароходов, сиделкой в родильном доме.
На фабриках познакомилась с революционно настроенными рабочими. Во время Революции 1905 года была одним из организаторов забастовки сиделок и прачек. Из-за участия в забастовке пришлось покинуть город, до 1908 года жила скрываясь в посёлке Карабаш.
В 1912 году работая посудницей в екатеринбургской гостинице «Эрмитаж» оказала активную помощь большевистскому подполью.
Работала сиделкой в больницах Челябинска и Тюмени, окончила курсы медицинских сестёр.

### Революция и Гражданская война
После Октябрьской революции была избрана в больничный совет, состояла в профсоюзе низших служащих, вела работу в женсовете.
Член РКП(б) с 1919 года, принята по рекомендации В. Д. Вегмана. Была знакома с С. И. Дерябиной.
В августе-ноябре 1919 года работала в аптеке 3-й Красной армии.
В ноябре 1919 года как коммунистка и медработник общегородским собранием женщин командирована в 134-й эвакопункт Красной Армии, откуда была направлена в 1-й сводный полевой госпиталь.
8 июля 1920 года вместе с госпиталем уехала на фронт. Была ранена, весной 1921 года вернулась в Екатеринбург.

### После войны
В 1921—1924 годах работала воспитателем в детском доме в Екатеринбурге.
В 1924 году была выбрана депутатом Екатеринбургского городского совета, была членом бюро партийной ячейки отдела народного образования города.
В 1924—1926 годах в рамках кампании по борьбе с неграмотностью была направлена работать избачом в избе-читальне, работала в деревнях Полдневая, Косулино, Таушканова. В деревне Косулино была избрана секретарём партийной ячейки. Напечатала несколько статей в журналах, где рассказывала о собственном опыте политико-воспитательной работы в деревне.
В 1926 году, в возрасте 58 лет, вышла на пенсию, но активно продолжала общественную деятельность, так, с 1929 года работала в партийной ячейке общества «Друг детей».
В 1933 году в журнале «Штурм» были опубликованы первые главы её воспоминаний, которые привлекли внимание М. Горького.
В 1934 году была делегатом I-го Съезда советских писателей. Член Союза советских писателей с 1934 года.
В 1936 году вышла книга А. Коревановой «Моя жизнь».
Умерла 28 февраля 1937 года в возрасте 68 лет в Екатеринбурге. Похоронена в Екатеринбурге.

## Творчество
В целом наследие А. Г. Коревановой мало изучено.
Главной в её творчестве стала книга «Моя жизнь». Но это не единственное произведение писательницы. Известно, что в 1900—1910-е гг. она писала стихи, пьесы, вела дневники. Её первая заметка «К будущему году» была опубликована в журнале «Крестьянка» № 11 за 1925 год. Затем печаталась в журналах и газетах «Просвещение на Урале», «Советский учитель», «Штурм», «Уральский рабочий», «Правда», «Вечерняя Москва».
В фондах Государственного архива Свердловской области хранятся рукописи многих произведений писательницы, в том числе стихотворений, сказки «Нету» (1936), рассказов «Любовь» (1923), «Детский вечер (Ёлка)» (1929), «Ожидание» (1930), «Дорога» (1933), «Умная машина» (1934), «Чёртушка и медведь», «Бог и чучело» (1935), «Ягоды», «У нас праздник» (1935), «Восьмомартовский сон» (1936); пьесы «Свадьба 80-х годов» (1928), «На паперти божьего храма», «Елена», «Междувластие» (1931) и многие другие, а также дневники А. Г. Коревановой (1902—1936), статьи и заметки.

### Автобиографичная повесть «Моя жизнь»
С 1915 года вела дневники: «Неудачная жизнь толкала меня на самоубийство. И вот я решила записать все мои мучения, чтобы нашли после моей смерти мои тетради и узнали причину, заставившую меня покончить с собой». В 1919 году Серафима Дерябина посоветовала ей сделать из дневника мемуарную повесть.

«Я не умею писать. Я хочу, хочу писать! Мне нужна поддержка, чтобы мои мысли принесли хоть какую-нибудь пользу»— А.Г. Кореванова
В 1932 году представила рукопись Н. И. Харитонову, одному из организаторов Союза писателей Урала, главному редактору журнала «Штурм». Харитонов поддержал начинающую 60-летнюю писательницу в работе. Первоначальное авторское название произведение было «Как я жила и как осталась жива».
В 1933 году отрывки воспоминаний под названием «Моя жизнь» были напечатаны в уральском журнале «Штурм», а через год в журнале «Ударница Урала».
Публикацией заинтересовались сначала пермские фольклористы, затем свердловские журналисты, и в итоге слух о повести дошёл до М. Горького, который в то время выступил в качестве организатора серии изданий «История фабрик и заводов», и заинтересовался повестью. Редакторы, в их числе и сам М. Горький, помогли автору выстроить дневниковые тексты.
В 1936 году повесть под редакцией А. Н. Тихонова и с предисловием М. Горького была издана в Москве в рамках серии «История фабрик и заводов» тиражом в 30 тыс. экземпляров.
Одновременно Горький поместил предисловие к книге в виде статьи «Книга русской женщины» в центральной газете «Правда», где подчеркнул, что повесть имеет значение исторического документа.
Переиздана книга была уже через два года — в 1938 году в издательстве «Советский писатель». Это издание автор не увидела, она умерла за год до его выхода. О дальнейших переизданиях книги неизвестно.

Немые до Октябрьской революции, женщины, крестьянки и работницы, начинают сами, своими словами рассказывать о прошлом. Они пишут книги, и эти книги имеют значение исторических документов. Именно таковы книги Елены Новиковой, Галины Грековой, Агриппины Коревановой — автобиографии, написанные для того, чтоб молодёжь знала, как до Октябрьской пролетарской революции жили «люди, обреченные на гибель», — именно такими словами определила Кореванова судьбу её поколения.— Максим Горький — Книга русской женщины / Правда. 1936. № 154. 6 июня.

Это правдивая автобиография, живой человеческий документ. … Сама Кореванова говорит, что её толкали писать «злоба и ужас перед несправедливостью жизни, гнев за угнетение женщины и за её бесправие, жалость к бедным и ненависть к тугому кошельку». Она хочет рассказать молодёжи о своей суровой, подневольной одинокой жизни. … Кореванова рассказывает о своем прошлом очень просто, как будто совсем спокойно. Но сколько гнева и боли под этой внешней сдержанностью. Коревановой не надо никого пугать — правда жизни говорит сама за себя. И читателю становится страшно, что вот жили же когда-то люди в таком аду, в таком беспросветном мраке.— литературовед Б. Я. Брайнина

Истинным сюжетом книги является накопление автогероиней сурового жизненного опыта, её прохождение через испытания и мучения. Кореванова подробно фиксирует человеческую несправедливость, её текст наполняют сцены насилия. <…> То, что сделала Кореванова в начале 1930-х годов в «Моей жизни», созвучно опытам травмоговорения в феминистской литературе.— Юлия Подлубнова — Советская писательница о несоветских травмах: Агриппина Кореванова / Артикуляция. — 2020. — № 10.

#### Журналы
- Моя жизнь // Штурм. — 1933. — № 3, 5-6, 7-8.
- Моя жизнь. Отрывки из повести // Штурм. — 1934. — № 5-6. — С. 99-109.
- Моя жизнь. Отрывок из повести // Ударница Урала. — 1934. — № 8-9. — С. 25-28.

#### Отдельные издания
- Моя жизнь : Автобиография 66-летней уральской работницы-крестьянки / предисл. М. Горького. — Москва : История заводов, 1936. — 342 c.
- Моя жизнь : Автобиография уральской работницы-крестьянки / предисл. М. Горького. 2-е изд. — Москва ; Ленинград : Советский писатель, 1938. — 351 с.
- Кореванова, Агриппина Гавриловна. Моя жизнь : роман / А. Г. Кореванова; предисл. М. Горького. — Екатеринбург : Изд-во Урал. ун-та, 2021. — 363 с. — ISBN 978-5-7996-3247-2. — Текст : электронный // Электронный научный архив УрФУ. — URL: https://elar.urfu.ru/handle/10995/98191.

#### Другие произведения
- Семья случайных (повесть) // Штурм. — 1934. — № 10-12.

Переработанные произведения
- Её жизнь. По мотивам романа А. Г. Коревановой «Моя жизнь» : повесть : [18+] / [составители: К. С. Баранова, К. А. Поташев, Д. А. Рытов, А. Ю. Чиркова]; под общей редакцией О. В. Климовой; [иллюстрации Д. А. Хрещевой, К. А. Поташева, К. С. Барановой]; [предисловие Ю. С. Подлубновой]. — Екатеринбург : Издательство Уральского университета, 2020. — 244 с. : цв. ил. ; 22 см. — ISBN 978-5-7996-3050-8.